# Zhenyuanlong
Zhenyuanlong (il cui nome significa "drago di Zhenyuan", dal cinese Pinyin 龙/lóng "drago") è un genere estinto di dinosauro teropode dromaeosauride vissuto nel Cretaceo inferiore circa 125 milioni di anni fa, nella Formazione Yixian, nell'odierna Liaoning, in Cina. L'unica specie ascritta a questo genere è Z. suni. L'eccezionalità di questo ritrovamento è dovuta allo stato di conservazione del fossile che presenta ancora distinte tracce di piume, le penne delle ampie ali e della coda. Sia le prime che le seconde erano molto ben sviluppate; sebbene non potessero permettere all'animale un vero e proprio volo, risultavano incredibilmente simili a quelle degli uccelli moderni, sollevando un intenso dibattito su quale fosse la loro vera funzione.

## Descrizione

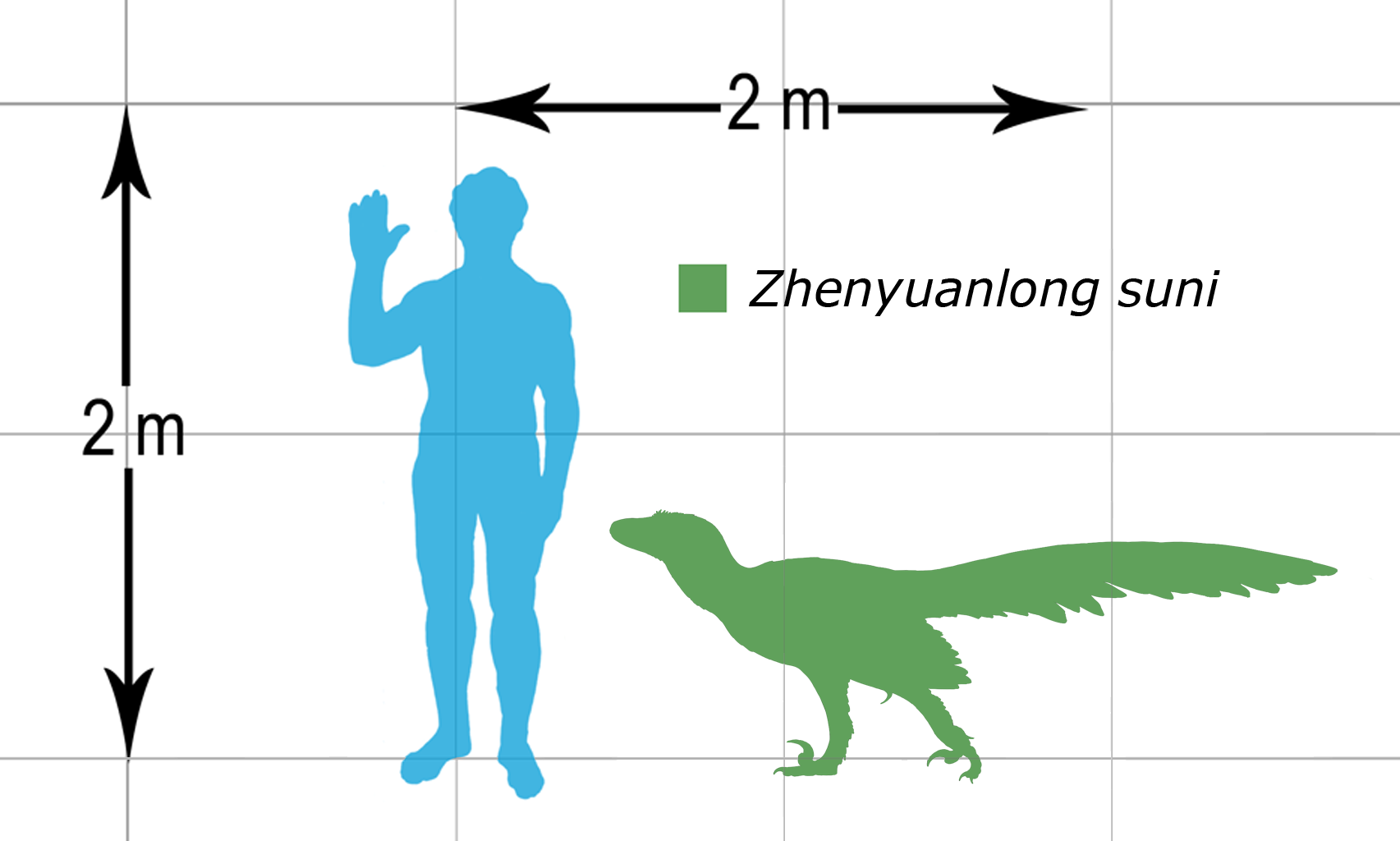
Dimensioni di Z. suni, in confronto ad un uomo. Ogni segmento della griglia rappresenta un metro quadro.

Lo Zhenyuanlong era un dromaeosauride di medie dimensioni, paragonabile in lunghezza al contemporaneo Tianyuraptor. L'unico fossile ritrovato rappresenta una scheletro quasi completo, a cui manca solo metà della coda, misurando perciò 122,6 cm (4.02 ft) di lunghezza. Tuttavia, sulla base del materiale fossile del simile Tianyuraptor, è stato stimato che l'animale completo e adulto doveva misurare circa 1,65 metri (5,41 ft). Se si contano anche la lunghezza delle penne della coda l'animale arrivava ad una lunghezza complessiva di 2 metri (6,6 piedi). Il fossile ritrovato appartiene ad un individuo subadulto, come dimostra la scarsa fusione delle arcate neurali presente, invece, nell'osso sacro.
L'anatomia dell'animale non era dissimile da quella degli altri dromeosauridi della stessa formazione, in particolare risulta essere molto simile al contemporaneo Tianyuraptor. Il cranio, ben conservato, è molto simile nella forma a quello dei coevi Tianyuraptor e Sinornithosaurus. L'osso sacro comprendeva ben sei vertebre, quattro delle quali erano fuse tra di loro e la sua coda era irrigidita da barre ossee che la tenevano dritta e rigida, tratto tipico di tutti i dromeosauridi, sebbene le vertebre caudali del Zhenyuanlong fossero più lunghe di quelle della maggior parte dei suoi parenti. La cintura scapolare era fusa ma non vi è traccia di una piastra sternale fusa. Le proporzioni tra gambe e corpo dell'animale, sono simili a quelle degli altri dromaesauridi di Liaoning, con la tibiotarso più lunga del femore in un rapporto di circa 1,30. Questo rapporto è tipico dei dromeosauridi della Formazione Liaoning, ma per questo si differenzia dalla maggior parte degli altri dinosauri di questo gruppo.

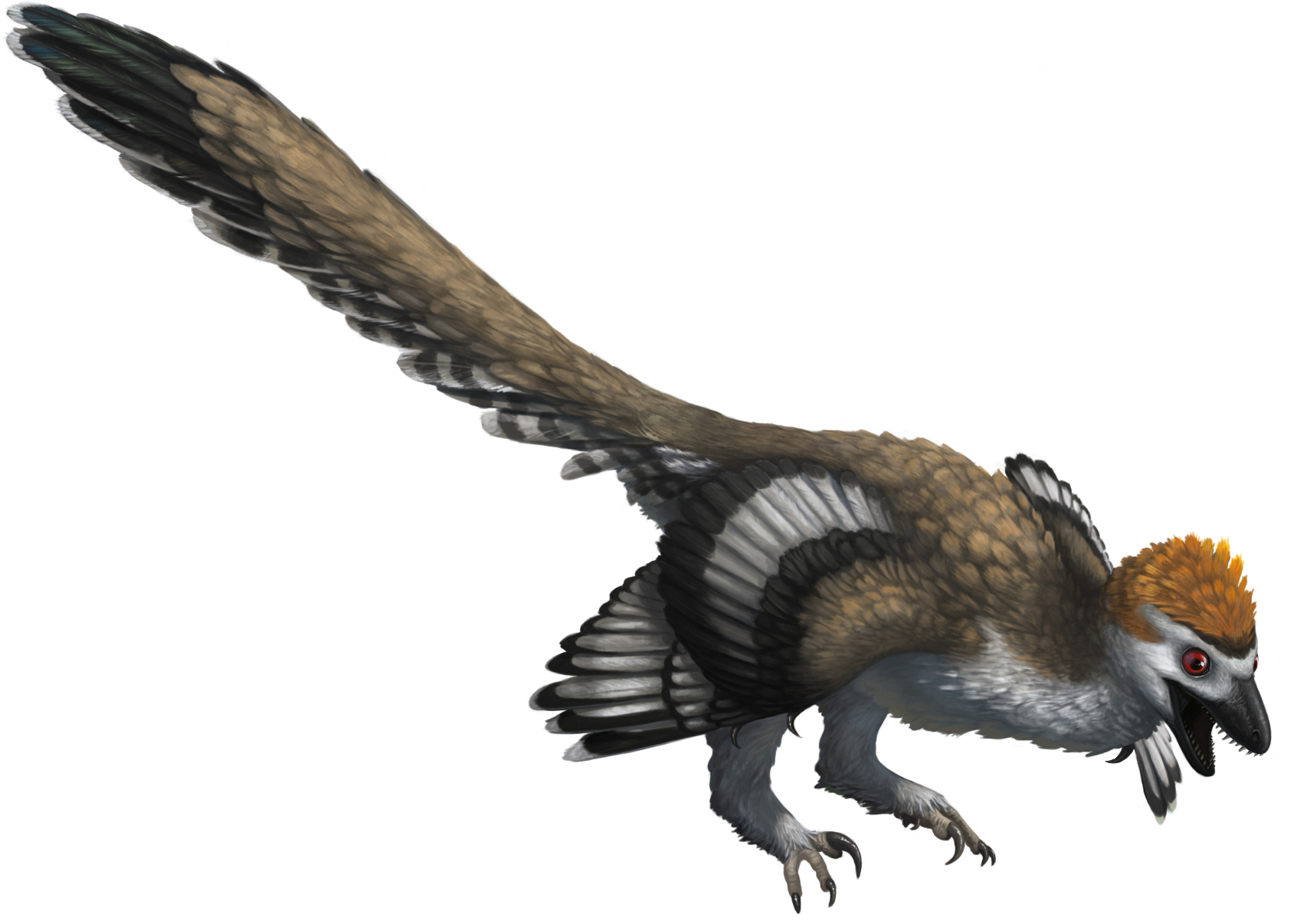
Ricostruzione grafica di Zhenyuanlong

Lo Zhenyuanlong aveva braccia piuttosto corte e un rapporto inferiore tra la lunghezza del braccio e quella della gamba, rispetto a qualsiasi altro dromaeosauride noto, ad eccezione del primitivo Mahakala e del gigantesco Austroraptor. Le sue braccia, inoltre, presentano tratti insoliti e sconosciuti per i dinosauri del suo gruppo. Il radio dello Zhenyuanlong è il più sottile di qualsiasi altro dinosauro carnivoro, paragonabile solo a una manciata di basali coelurosauri e alvarezsauridi, che avevano braccia e mani estremamente ridotte. Lo Zhenyuanlong è, inoltre, l'unico dromaeosauride della Formazione Liaoning, ad avere il secondo metacarpo più corto della lunghezza del primo metacarpo e del primo dito della mano messi assieme.

### Piumaggio
L'olotipo fossile di Zhenyuanlong conserva ancora delle vivide impronte di tegumento in diverse parti del corpo, che comprendono un rivestimento di semplici piume filiformi su gran parte del corpo e grandi penne remiganti sulle braccia e sulla coda, che davano all'animale in vita un aspetto tipico di un uccello. Tracce di piume filamentose sono state ritrovate in poche regioni dell'animale tra cui sulla parte posteriore e anteriore del collo. Al contrario delle lunghe penne remiganti, queste penne filamentose sono mal conservate, e costituite da semplici filamenti lunghi meno di un millimetro di spessore e lunghe fino a 30 millimetri. Queste piume erano molto semplici e non presentavano più filamenti complessi connessi a una paletta centrale.

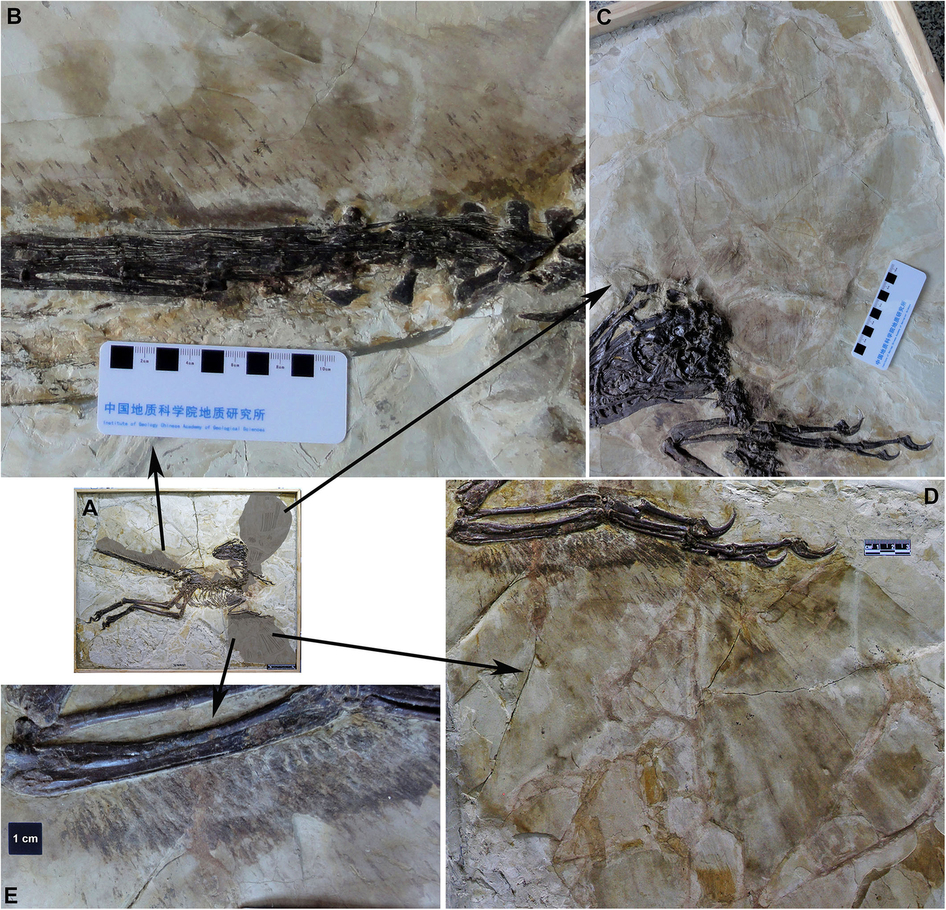
Dettaglio delle penne remiganti, presenti sulla coda e sulle ali, di Z. suni

Nonostante le sue relativamente corte braccia, le penne che costituivano le ali di questo animale erano piuttosto lunghe, più del doppio della lunghezza dell'omero. Le ali erano ampie, con una superficie totale di circa un metro quadrato ciascuna, sebbene la loro forma non sia del tutto precisa a causa della distorsione tafonomica. L'ala destra dell'esemplare rinvenuto mostra una complessa sovrapposizione tra le penne primarie (che sia attaccavano alla mano), le penne secondarie (che si attaccavano all'avambraccio) e le penne copritrici (che coprivano entrambi i tipi). La disposizione delle penne delle ali dell'animale era piuttosto simile a quella riscontrata in altri teropodi piumati come il Microraptor, il Changyuraptor, l'Anchiornis, l'Eosinopteryx e il primitivo Archaeopteryx, tuttavia le penne copritrici erano molto più simili a quelle degli uccelli moderni. Quest'ultimi sono conservate in una fila di 30 piume di piccole dimensioni, attaccate perpendicolarmente all'ulna e al terzo metacarpale dell'animale. Le copritrici di paravidi più primitivi come l'Archaeopteryx erano invece più lunghe e coprivano buona parte dell'ala.
L'ala destra, la meglio conservata, mostra che le penne primarie erano molto più lunghe rispetto a quelle secondarie. Gli autori hanno stimato circa 10 penne primarie e 20 penne secondarie, tutte di forma asimmetrica, come negli uccelli moderni. Nel complesso, la struttura delle ali del Zhenyuanlong era più simile a quella del Microraptor, anche se il primo è privo di qualsiasi segno di alula che invece si pensa fosse presente in Microraptor.

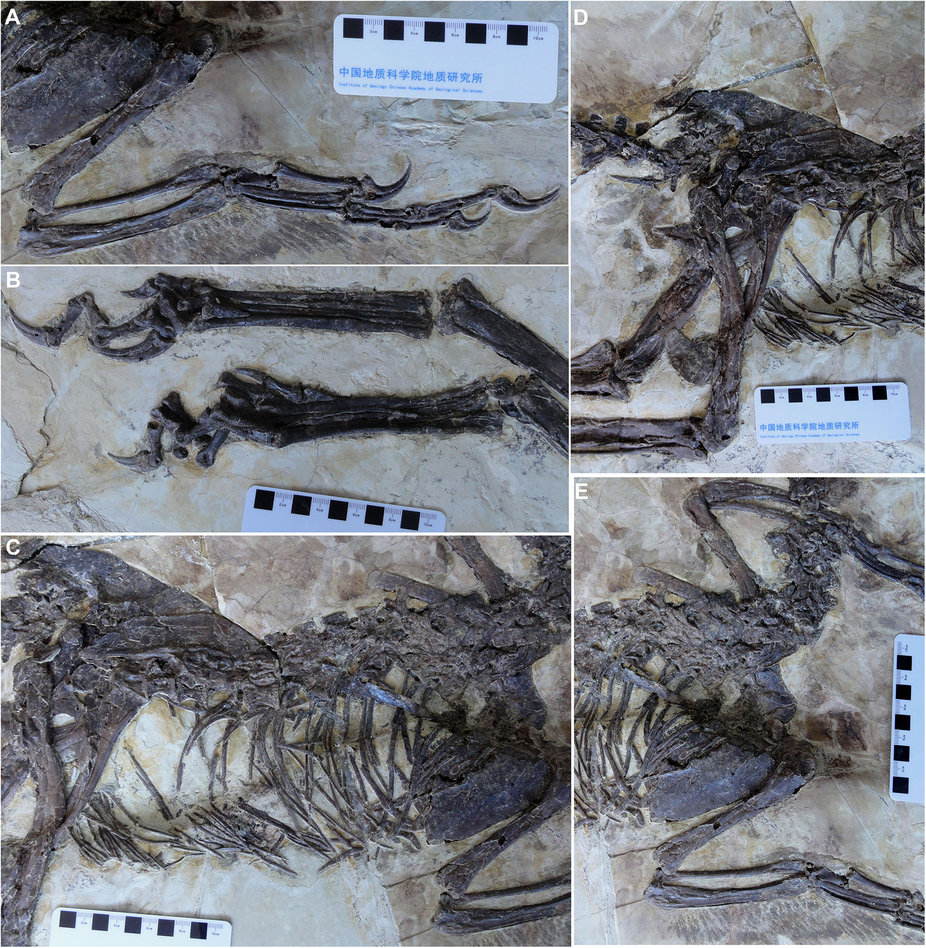
Dettagli dello scheletro di Z. suni

Lunghe piume erano presenti anche per tutta la lunghezza della coda, e sono conservate come una serie di lunghe proiezioni a palette ad un angolo di 45 gradi, che si proiettano direttamente dalle vertebre della coda. Tuttavia la fossilizzazione rende assai difficile capirne la simmetria, anche se la forma, l'angolazione e la disposizione sono assai simili alle piume della coda di altri dinosauri piumati come Sinornithosaurus, Jinfengopteryx, Anchiornis, Eosinopteryx e Archaeopteryx. Tuttavia ciò che differenzia la coda dello Zhenyuanlong da quella del Microraptor e del Changyuraptor, è l'assenza di un ventaglio di piume alla fine della coda, che essendo mancante in Zhenyuanlong non permette agli scienziati di stabilire se questa struttura fosse presente o meno.
Data la stretta affinità di Zhenyuanlong con Microraptor, Changyuraptor e Sinornithosaurus, i paleontologi sono rimasti stupiti nel constatare l'assenza di piume sugli arti posteriori. Infatti i membri sopracitati sono noti per avere lunghe piume, anche primarie sulle gambe. Il fatto tali strutture in Zhenyuanlong siano assenti potrebbe indicare un'altra caratteristica anatomica unica di questo animale tra i suoi parenti. Tuttavia, ciò non vuol dire per forza che l'animale ne fosse privo ma che forse non si sono conservate.

## Classificazione
Zhenyuanlong fa parte della famiglia dei dromaeosauridae. Gli autori della scoperta lo classificano come appartenente allo stesso gruppo degli altri cinque dromaeosauridi di Liaoning (Changyuraptor, Graciliraptor, Microraptor, Sinornithosaurus e Tianyuraptor).
Di seguito un cladogramma pubblicato nel 2015 da Lu & Brusatte.
|                 | Balaur |
|                 | |
|                 | Velociraptor |
|                 | |
| Dromaeosaurinae | \| \| Achillobator \| \| \| \| \| \| Utahraptor \| \| \| \| \| \| Atrociraptor \| \| \| \| \| \| Dromaeosaurus \| \| \| \| |
|                 | \| \| Achillobator \| \| \| \| \| \| Utahraptor \| \| \| \| \| \| Atrociraptor \| \| \| \| \| \| Dromaeosaurus \| \| \| \| |
|                 | Achillobator |
|                 | |
|                 | Utahraptor |
|                 | |
|                 | Atrociraptor |
|                 | |
|                 | Dromaeosaurus |
|                 | |

|  | Achillobator  |
|  |               |
|  | Utahraptor    |
|  |               |
|  | Atrociraptor  |
|  |               |
|  | Dromaeosaurus |
|  |               |

|                 | Balaur |
|                 | |
|                 | Velociraptor |
|                 | |
| Dromaeosaurinae | \| \| Achillobator \| \| \| \| \| \| Utahraptor \| \| \| \| \| \| Atrociraptor \| \| \| \| \| \| Dromaeosaurus \| \| \| \| |
|                 | \| \| Achillobator \| \| \| \| \| \| Utahraptor \| \| \| \| \| \| Atrociraptor \| \| \| \| \| \| Dromaeosaurus \| \| \| \| |
|                 | Achillobator |
|                 | |
|                 | Utahraptor |
|                 | |
|                 | Atrociraptor |
|                 | |
|                 | Dromaeosaurus |
|                 | |

|  | Achillobator  |
|  |               |
|  | Utahraptor    |
|  |               |
|  | Atrociraptor  |
|  |               |
|  | Dromaeosaurus |
|  |               |

|                 | Balaur |
|                 | |
|                 | Velociraptor |
|                 | |
| Dromaeosaurinae | \| \| Achillobator \| \| \| \| \| \| Utahraptor \| \| \| \| \| \| Atrociraptor \| \| \| \| \| \| Dromaeosaurus \| \| \| \| |
|                 | \| \| Achillobator \| \| \| \| \| \| Utahraptor \| \| \| \| \| \| Atrociraptor \| \| \| \| \| \| Dromaeosaurus \| \| \| \| |
|                 | Achillobator |
|                 | |
|                 | Utahraptor |
|                 | |
|                 | Atrociraptor |
|                 | |
|                 | Dromaeosaurus |
|                 | |

|  | Achillobator  |
|  |               |
|  | Utahraptor    |
|  |               |
|  | Atrociraptor  |
|  |               |
|  | Dromaeosaurus |
|  |               |

|                 | Balaur |
|                 | |
|                 | Velociraptor |
|                 | |
| Dromaeosaurinae | \| \| Achillobator \| \| \| \| \| \| Utahraptor \| \| \| \| \| \| Atrociraptor \| \| \| \| \| \| Dromaeosaurus \| \| \| \| |
|                 | \| \| Achillobator \| \| \| \| \| \| Utahraptor \| \| \| \| \| \| Atrociraptor \| \| \| \| \| \| Dromaeosaurus \| \| \| \| |
|                 | Achillobator |
|                 | |
|                 | Utahraptor |
|                 | |
|                 | Atrociraptor |
|                 | |
|                 | Dromaeosaurus |
|                 | |

|  | Achillobator  |
|  |               |
|  | Utahraptor    |
|  |               |
|  | Atrociraptor  |
|  |               |
|  | Dromaeosaurus |
|  |               |

|                 | Balaur |
|                 | |
|                 | Velociraptor |
|                 | |
| Dromaeosaurinae | \| \| Achillobator \| \| \| \| \| \| Utahraptor \| \| \| \| \| \| Atrociraptor \| \| \| \| \| \| Dromaeosaurus \| \| \| \| |
|                 | \| \| Achillobator \| \| \| \| \| \| Utahraptor \| \| \| \| \| \| Atrociraptor \| \| \| \| \| \| Dromaeosaurus \| \| \| \| |
|                 | Achillobator |
|                 | |
|                 | Utahraptor |
|                 | |
|                 | Atrociraptor |
|                 | |
|                 | Dromaeosaurus |
|                 | |

|  | Achillobator  |
|  |               |
|  | Utahraptor    |
|  |               |
|  | Atrociraptor  |
|  |               |
|  | Dromaeosaurus |
|  |               |

|                 | Balaur |
|                 | |
|                 | Velociraptor |
|                 | |
| Dromaeosaurinae | \| \| Achillobator \| \| \| \| \| \| Utahraptor \| \| \| \| \| \| Atrociraptor \| \| \| \| \| \| Dromaeosaurus \| \| \| \| |
|                 | \| \| Achillobator \| \| \| \| \| \| Utahraptor \| \| \| \| \| \| Atrociraptor \| \| \| \| \| \| Dromaeosaurus \| \| \| \| |
|                 | Achillobator |
|                 | |
|                 | Utahraptor |
|                 | |
|                 | Atrociraptor |
|                 | |
|                 | Dromaeosaurus |
|                 | |

|  | Achillobator  |
|  |               |
|  | Utahraptor    |
|  |               |
|  | Atrociraptor  |
|  |               |
|  | Dromaeosaurus |
|  |               |

|                 | Balaur |
|                 | |
|                 | Velociraptor |
|                 | |
| Dromaeosaurinae | \| \| Achillobator \| \| \| \| \| \| Utahraptor \| \| \| \| \| \| Atrociraptor \| \| \| \| \| \| Dromaeosaurus \| \| \| \| |
|                 | \| \| Achillobator \| \| \| \| \| \| Utahraptor \| \| \| \| \| \| Atrociraptor \| \| \| \| \| \| Dromaeosaurus \| \| \| \| |
|                 | Achillobator |
|                 | |
|                 | Utahraptor |
|                 | |
|                 | Atrociraptor |
|                 | |
|                 | Dromaeosaurus |
|                 | |

|  | Achillobator  |
|  |               |
|  | Utahraptor    |
|  |               |
|  | Atrociraptor  |
|  |               |
|  | Dromaeosaurus |
|  |               |

|                 | Balaur |
|                 | |
|                 | Velociraptor |
|                 | |
| Dromaeosaurinae | \| \| Achillobator \| \| \| \| \| \| Utahraptor \| \| \| \| \| \| Atrociraptor \| \| \| \| \| \| Dromaeosaurus \| \| \| \| |
|                 | \| \| Achillobator \| \| \| \| \| \| Utahraptor \| \| \| \| \| \| Atrociraptor \| \| \| \| \| \| Dromaeosaurus \| \| \| \| |
|                 | Achillobator |
|                 | |
|                 | Utahraptor |
|                 | |
|                 | Atrociraptor |
|                 | |
|                 | Dromaeosaurus |
|                 | |

|  | Achillobator  |
|  |               |
|  | Utahraptor    |
|  |               |
|  | Atrociraptor  |
|  |               |
|  | Dromaeosaurus |
|  |               |

|                 | Balaur |
|                 | |
|                 | Velociraptor |
|                 | |
| Dromaeosaurinae | \| \| Achillobator \| \| \| \| \| \| Utahraptor \| \| \| \| \| \| Atrociraptor \| \| \| \| \| \| Dromaeosaurus \| \| \| \| |
|                 | \| \| Achillobator \| \| \| \| \| \| Utahraptor \| \| \| \| \| \| Atrociraptor \| \| \| \| \| \| Dromaeosaurus \| \| \| \| |
|                 | Achillobator |
|                 | |
|                 | Utahraptor |
|                 | |
|                 | Atrociraptor |
|                 | |
|                 | Dromaeosaurus |
|                 | |

|  | Achillobator  |
|  |               |
|  | Utahraptor    |
|  |               |
|  | Atrociraptor  |
|  |               |
|  | Dromaeosaurus |
|  |               |

|                 | Balaur |
|                 | |
|                 | Velociraptor |
|                 | |
| Dromaeosaurinae | \| \| Achillobator \| \| \| \| \| \| Utahraptor \| \| \| \| \| \| Atrociraptor \| \| \| \| \| \| Dromaeosaurus \| \| \| \| |
|                 | \| \| Achillobator \| \| \| \| \| \| Utahraptor \| \| \| \| \| \| Atrociraptor \| \| \| \| \| \| Dromaeosaurus \| \| \| \| |
|                 | Achillobator |
|                 | |
|                 | Utahraptor |
|                 | |
|                 | Atrociraptor |
|                 | |
|                 | Dromaeosaurus |
|                 | |

|  | Achillobator  |
|  |               |
|  | Utahraptor    |
|  |               |
|  | Atrociraptor  |
|  |               |
|  | Dromaeosaurus |
|  |               |

|                 | Balaur |
|                 | |
|                 | Velociraptor |
|                 | |
| Dromaeosaurinae | \| \| Achillobator \| \| \| \| \| \| Utahraptor \| \| \| \| \| \| Atrociraptor \| \| \| \| \| \| Dromaeosaurus \| \| \| \| |
|                 | \| \| Achillobator \| \| \| \| \| \| Utahraptor \| \| \| \| \| \| Atrociraptor \| \| \| \| \| \| Dromaeosaurus \| \| \| \| |
|                 | Achillobator |
|                 | |
|                 | Utahraptor |
|                 | |
|                 | Atrociraptor |
|                 | |
|                 | Dromaeosaurus |
|                 | |

|  | Achillobator  |
|  |               |
|  | Utahraptor    |
|  |               |
|  | Atrociraptor  |
|  |               |
|  | Dromaeosaurus |
|  |               |

|                 | Balaur |
|                 | |
|                 | Velociraptor |
|                 | |
| Dromaeosaurinae | \| \| Achillobator \| \| \| \| \| \| Utahraptor \| \| \| \| \| \| Atrociraptor \| \| \| \| \| \| Dromaeosaurus \| \| \| \| |
|                 | \| \| Achillobator \| \| \| \| \| \| Utahraptor \| \| \| \| \| \| Atrociraptor \| \| \| \| \| \| Dromaeosaurus \| \| \| \| |
|                 | Achillobator |
|                 | |
|                 | Utahraptor |
|                 | |
|                 | Atrociraptor |
|                 | |
|                 | Dromaeosaurus |
|                 | |

|  | Achillobator  |
|  |               |
|  | Utahraptor    |
|  |               |
|  | Atrociraptor  |
|  |               |
|  | Dromaeosaurus |
|  |               |

|                 | Balaur |
|                 | |
|                 | Velociraptor |
|                 | |
| Dromaeosaurinae | \| \| Achillobator \| \| \| \| \| \| Utahraptor \| \| \| \| \| \| Atrociraptor \| \| \| \| \| \| Dromaeosaurus \| \| \| \| |
|                 | \| \| Achillobator \| \| \| \| \| \| Utahraptor \| \| \| \| \| \| Atrociraptor \| \| \| \| \| \| Dromaeosaurus \| \| \| \| |
|                 | Achillobator |
|                 | |
|                 | Utahraptor |
|                 | |
|                 | Atrociraptor |
|                 | |
|                 | Dromaeosaurus |
|                 | |

|  | Achillobator  |
|  |               |
|  | Utahraptor    |
|  |               |
|  | Atrociraptor  |
|  |               |
|  | Dromaeosaurus |
|  |               |

|                 | Balaur |
|                 | |
|                 | Velociraptor |
|                 | |
| Dromaeosaurinae | \| \| Achillobator \| \| \| \| \| \| Utahraptor \| \| \| \| \| \| Atrociraptor \| \| \| \| \| \| Dromaeosaurus \| \| \| \| |
|                 | \| \| Achillobator \| \| \| \| \| \| Utahraptor \| \| \| \| \| \| Atrociraptor \| \| \| \| \| \| Dromaeosaurus \| \| \| \| |
|                 | Achillobator |
|                 | |
|                 | Utahraptor |
|                 | |
|                 | Atrociraptor |
|                 | |
|                 | Dromaeosaurus |
|                 | |

|  | Achillobator  |
|  |               |
|  | Utahraptor    |
|  |               |
|  | Atrociraptor  |
|  |               |
|  | Dromaeosaurus |
|  |               |

|                 | Balaur |
|                 | |
|                 | Velociraptor |
|                 | |
| Dromaeosaurinae | \| \| Achillobator \| \| \| \| \| \| Utahraptor \| \| \| \| \| \| Atrociraptor \| \| \| \| \| \| Dromaeosaurus \| \| \| \| |
|                 | \| \| Achillobator \| \| \| \| \| \| Utahraptor \| \| \| \| \| \| Atrociraptor \| \| \| \| \| \| Dromaeosaurus \| \| \| \| |
|                 | Achillobator |
|                 | |
|                 | Utahraptor |
|                 | |
|                 | Atrociraptor |
|                 | |
|                 | Dromaeosaurus |
|                 | |

|  | Achillobator  |
|  |               |
|  | Utahraptor    |
|  |               |
|  | Atrociraptor  |
|  |               |
|  | Dromaeosaurus |
|  |               |

|                 | Balaur |
|                 | |
|                 | Velociraptor |
|                 | |
| Dromaeosaurinae | \| \| Achillobator \| \| \| \| \| \| Utahraptor \| \| \| \| \| \| Atrociraptor \| \| \| \| \| \| Dromaeosaurus \| \| \| \| |
|                 | \| \| Achillobator \| \| \| \| \| \| Utahraptor \| \| \| \| \| \| Atrociraptor \| \| \| \| \| \| Dromaeosaurus \| \| \| \| |
|                 | Achillobator |
|                 | |
|                 | Utahraptor |
|                 | |
|                 | Atrociraptor |
|                 | |
|                 | Dromaeosaurus |
|                 | |

|  | Achillobator  |
|  |               |
|  | Utahraptor    |
|  |               |
|  | Atrociraptor  |
|  |               |
|  | Dromaeosaurus |
|  |               |

|                 | Balaur |
|                 | |
|                 | Velociraptor |
|                 | |
| Dromaeosaurinae | \| \| Achillobator \| \| \| \| \| \| Utahraptor \| \| \| \| \| \| Atrociraptor \| \| \| \| \| \| Dromaeosaurus \| \| \| \| |
|                 | \| \| Achillobator \| \| \| \| \| \| Utahraptor \| \| \| \| \| \| Atrociraptor \| \| \| \| \| \| Dromaeosaurus \| \| \| \| |
|                 | Achillobator |
|                 | |
|                 | Utahraptor |
|                 | |
|                 | Atrociraptor |
|                 | |
|                 | Dromaeosaurus |
|                 | |

|  | Achillobator  |
|  |               |
|  | Utahraptor    |
|  |               |
|  | Atrociraptor  |
|  |               |
|  | Dromaeosaurus |
|  |               |

|                 | Balaur |
|                 | |
|                 | Velociraptor |
|                 | |
| Dromaeosaurinae | \| \| Achillobator \| \| \| \| \| \| Utahraptor \| \| \| \| \| \| Atrociraptor \| \| \| \| \| \| Dromaeosaurus \| \| \| \| |
|                 | \| \| Achillobator \| \| \| \| \| \| Utahraptor \| \| \| \| \| \| Atrociraptor \| \| \| \| \| \| Dromaeosaurus \| \| \| \| |
|                 | Achillobator |
|                 | |
|                 | Utahraptor |
|                 | |
|                 | Atrociraptor |
|                 | |
|                 | Dromaeosaurus |
|                 | |

|  | Achillobator  |
|  |               |
|  | Utahraptor    |
|  |               |
|  | Atrociraptor  |
|  |               |
|  | Dromaeosaurus |
|  |               |

|                 | Balaur |
|                 | |
|                 | Velociraptor |
|                 | |
| Dromaeosaurinae | \| \| Achillobator \| \| \| \| \| \| Utahraptor \| \| \| \| \| \| Atrociraptor \| \| \| \| \| \| Dromaeosaurus \| \| \| \| |
|                 | \| \| Achillobator \| \| \| \| \| \| Utahraptor \| \| \| \| \| \| Atrociraptor \| \| \| \| \| \| Dromaeosaurus \| \| \| \| |
|                 | Achillobator |
|                 | |
|                 | Utahraptor |
|                 | |
|                 | Atrociraptor |
|                 | |
|                 | Dromaeosaurus |
|                 | |

|  | Achillobator  |
|  |               |
|  | Utahraptor    |
|  |               |
|  | Atrociraptor  |
|  |               |
|  | Dromaeosaurus |
|  |               |

|                 | Balaur |
|                 | |
|                 | Velociraptor |
|                 | |
| Dromaeosaurinae | \| \| Achillobator \| \| \| \| \| \| Utahraptor \| \| \| \| \| \| Atrociraptor \| \| \| \| \| \| Dromaeosaurus \| \| \| \| |
|                 | \| \| Achillobator \| \| \| \| \| \| Utahraptor \| \| \| \| \| \| Atrociraptor \| \| \| \| \| \| Dromaeosaurus \| \| \| \| |
|                 | Achillobator |
|                 | |
|                 | Utahraptor |
|                 | |
|                 | Atrociraptor |
|                 | |
|                 | Dromaeosaurus |
|                 | |

|  | Achillobator  |
|  |               |
|  | Utahraptor    |
|  |               |
|  | Atrociraptor  |
|  |               |
|  | Dromaeosaurus |
|  |               |

|                 | Balaur |
|                 | |
|                 | Velociraptor |
|                 | |
| Dromaeosaurinae | \| \| Achillobator \| \| \| \| \| \| Utahraptor \| \| \| \| \| \| Atrociraptor \| \| \| \| \| \| Dromaeosaurus \| \| \| \| |
|                 | \| \| Achillobator \| \| \| \| \| \| Utahraptor \| \| \| \| \| \| Atrociraptor \| \| \| \| \| \| Dromaeosaurus \| \| \| \| |
|                 | Achillobator |
|                 | |
|                 | Utahraptor |
|                 | |
|                 | Atrociraptor |
|                 | |
|                 | Dromaeosaurus |
|                 | |

|  | Achillobator  |
|  |               |
|  | Utahraptor    |
|  |               |
|  | Atrociraptor  |
|  |               |
|  | Dromaeosaurus |
|  |               |

|                 | Balaur |
|                 | |
|                 | Velociraptor |
|                 | |
| Dromaeosaurinae | \| \| Achillobator \| \| \| \| \| \| Utahraptor \| \| \| \| \| \| Atrociraptor \| \| \| \| \| \| Dromaeosaurus \| \| \| \| |
|                 | \| \| Achillobator \| \| \| \| \| \| Utahraptor \| \| \| \| \| \| Atrociraptor \| \| \| \| \| \| Dromaeosaurus \| \| \| \| |
|                 | Achillobator |
|                 | |
|                 | Utahraptor |
|                 | |
|                 | Atrociraptor |
|                 | |
|                 | Dromaeosaurus |
|                 | |

|  | Achillobator  |
|  |               |
|  | Utahraptor    |
|  |               |
|  | Atrociraptor  |
|  |               |
|  | Dromaeosaurus |
|  |               |

|                 | Balaur |
|                 | |
|                 | Velociraptor |
|                 | |
| Dromaeosaurinae | \| \| Achillobator \| \| \| \| \| \| Utahraptor \| \| \| \| \| \| Atrociraptor \| \| \| \| \| \| Dromaeosaurus \| \| \| \| |
|                 | \| \| Achillobator \| \| \| \| \| \| Utahraptor \| \| \| \| \| \| Atrociraptor \| \| \| \| \| \| Dromaeosaurus \| \| \| \| |
|                 | Achillobator |
|                 | |
|                 | Utahraptor |
|                 | |
|                 | Atrociraptor |
|                 | |
|                 | Dromaeosaurus |
|                 | |

|  | Achillobator  |
|  |               |
|  | Utahraptor    |
|  |               |
|  | Atrociraptor  |
|  |               |
|  | Dromaeosaurus |
|  |               |

|                 | Balaur |
|                 | |
|                 | Velociraptor |
|                 | |
| Dromaeosaurinae | \| \| Achillobator \| \| \| \| \| \| Utahraptor \| \| \| \| \| \| Atrociraptor \| \| \| \| \| \| Dromaeosaurus \| \| \| \| |
|                 | \| \| Achillobator \| \| \| \| \| \| Utahraptor \| \| \| \| \| \| Atrociraptor \| \| \| \| \| \| Dromaeosaurus \| \| \| \| |
|                 | Achillobator |
|                 | |
|                 | Utahraptor |
|                 | |
|                 | Atrociraptor |
|                 | |
|                 | Dromaeosaurus |
|                 | |

|  | Achillobator  |
|  |               |
|  | Utahraptor    |
|  |               |
|  | Atrociraptor  |
|  |               |
|  | Dromaeosaurus |
|  |               |

|                 | Balaur |
|                 | |
|                 | Velociraptor |
|                 | |
| Dromaeosaurinae | \| \| Achillobator \| \| \| \| \| \| Utahraptor \| \| \| \| \| \| Atrociraptor \| \| \| \| \| \| Dromaeosaurus \| \| \| \| |
|                 | \| \| Achillobator \| \| \| \| \| \| Utahraptor \| \| \| \| \| \| Atrociraptor \| \| \| \| \| \| Dromaeosaurus \| \| \| \| |
|                 | Achillobator |
|                 | |
|                 | Utahraptor |
|                 | |
|                 | Atrociraptor |
|                 | |
|                 | Dromaeosaurus |
|                 | |

|  | Achillobator  |
|  |               |
|  | Utahraptor    |
|  |               |
|  | Atrociraptor  |
|  |               |
|  | Dromaeosaurus |
|  |               |

|                 | Balaur |
|                 | |
|                 | Velociraptor |
|                 | |
| Dromaeosaurinae | \| \| Achillobator \| \| \| \| \| \| Utahraptor \| \| \| \| \| \| Atrociraptor \| \| \| \| \| \| Dromaeosaurus \| \| \| \| |
|                 | \| \| Achillobator \| \| \| \| \| \| Utahraptor \| \| \| \| \| \| Atrociraptor \| \| \| \| \| \| Dromaeosaurus \| \| \| \| |
|                 | Achillobator |
|                 | |
|                 | Utahraptor |
|                 | |
|                 | Atrociraptor |
|                 | |
|                 | Dromaeosaurus |
|                 | |

|  | Achillobator  |
|  |               |
|  | Utahraptor    |
|  |               |
|  | Atrociraptor  |
|  |               |
|  | Dromaeosaurus |
|  |               |

|                 | Balaur |
|                 | |
|                 | Velociraptor |
|                 | |
| Dromaeosaurinae | \| \| Achillobator \| \| \| \| \| \| Utahraptor \| \| \| \| \| \| Atrociraptor \| \| \| \| \| \| Dromaeosaurus \| \| \| \| |
|                 | \| \| Achillobator \| \| \| \| \| \| Utahraptor \| \| \| \| \| \| Atrociraptor \| \| \| \| \| \| Dromaeosaurus \| \| \| \| |
|                 | Achillobator |
|                 | |
|                 | Utahraptor |
|                 | |
|                 | Atrociraptor |
|                 | |
|                 | Dromaeosaurus |
|                 | |

|  | Achillobator  |
|  |               |
|  | Utahraptor    |
|  |               |
|  | Atrociraptor  |
|  |               |
|  | Dromaeosaurus |
|  |               |

|                 | Balaur |
|                 | |
|                 | Velociraptor |
|                 | |
| Dromaeosaurinae | \| \| Achillobator \| \| \| \| \| \| Utahraptor \| \| \| \| \| \| Atrociraptor \| \| \| \| \| \| Dromaeosaurus \| \| \| \| |
|                 | \| \| Achillobator \| \| \| \| \| \| Utahraptor \| \| \| \| \| \| Atrociraptor \| \| \| \| \| \| Dromaeosaurus \| \| \| \| |
|                 | Achillobator |
|                 | |
|                 | Utahraptor |
|                 | |
|                 | Atrociraptor |
|                 | |
|                 | Dromaeosaurus |
|                 | |

|  | Achillobator  |
|  |               |
|  | Utahraptor    |
|  |               |
|  | Atrociraptor  |
|  |               |
|  | Dromaeosaurus |
|  |               |

|                 | Balaur |
|                 | |
|                 | Velociraptor |
|                 | |
| Dromaeosaurinae | \| \| Achillobator \| \| \| \| \| \| Utahraptor \| \| \| \| \| \| Atrociraptor \| \| \| \| \| \| Dromaeosaurus \| \| \| \| |
|                 | \| \| Achillobator \| \| \| \| \| \| Utahraptor \| \| \| \| \| \| Atrociraptor \| \| \| \| \| \| Dromaeosaurus \| \| \| \| |
|                 | Achillobator |
|                 | |
|                 | Utahraptor |
|                 | |
|                 | Atrociraptor |
|                 | |
|                 | Dromaeosaurus |
|                 | |

|  | Achillobator  |
|  |               |
|  | Utahraptor    |
|  |               |
|  | Atrociraptor  |
|  |               |
|  | Dromaeosaurus |
|  |               |

|                 | Balaur |
|                 | |
|                 | Velociraptor |
|                 | |
| Dromaeosaurinae | \| \| Achillobator \| \| \| \| \| \| Utahraptor \| \| \| \| \| \| Atrociraptor \| \| \| \| \| \| Dromaeosaurus \| \| \| \| |
|                 | \| \| Achillobator \| \| \| \| \| \| Utahraptor \| \| \| \| \| \| Atrociraptor \| \| \| \| \| \| Dromaeosaurus \| \| \| \| |
|                 | Achillobator |
|                 | |
|                 | Utahraptor |
|                 | |
|                 | Atrociraptor |
|                 | |
|                 | Dromaeosaurus |
|                 | |

|  | Achillobator  |
|  |               |
|  | Utahraptor    |
|  |               |
|  | Atrociraptor  |
|  |               |
|  | Dromaeosaurus |
|  |               |

|                 | Balaur |
|                 | |
|                 | Velociraptor |
|                 | |
| Dromaeosaurinae | \| \| Achillobator \| \| \| \| \| \| Utahraptor \| \| \| \| \| \| Atrociraptor \| \| \| \| \| \| Dromaeosaurus \| \| \| \| |
|                 | \| \| Achillobator \| \| \| \| \| \| Utahraptor \| \| \| \| \| \| Atrociraptor \| \| \| \| \| \| Dromaeosaurus \| \| \| \| |
|                 | Achillobator |
|                 | |
|                 | Utahraptor |
|                 | |
|                 | Atrociraptor |
|                 | |
|                 | Dromaeosaurus |
|                 | |

|  | Achillobator  |
|  |               |
|  | Utahraptor    |
|  |               |
|  | Atrociraptor  |
|  |               |
|  | Dromaeosaurus |
|  |               |

|                 | Balaur |
|                 | |
|                 | Velociraptor |
|                 | |
| Dromaeosaurinae | \| \| Achillobator \| \| \| \| \| \| Utahraptor \| \| \| \| \| \| Atrociraptor \| \| \| \| \| \| Dromaeosaurus \| \| \| \| |
|                 | \| \| Achillobator \| \| \| \| \| \| Utahraptor \| \| \| \| \| \| Atrociraptor \| \| \| \| \| \| Dromaeosaurus \| \| \| \| |
|                 | Achillobator |
|                 | |
|                 | Utahraptor |
|                 | |
|                 | Atrociraptor |
|                 | |
|                 | Dromaeosaurus |
|                 | |

|  | Achillobator  |
|  |               |
|  | Utahraptor    |
|  |               |
|  | Atrociraptor  |
|  |               |
|  | Dromaeosaurus |
|  |               |

Gli autori della classificazione di Zhenyuanlong, hanno affermato che quest'ultimo non formava per forza un nuovo gruppo o un clade con Tianyuraptor, pur condividendo in modo univoco alcuni tratti distintivi come le braccia corte, ne formava un clade univoco con gli altri dromaeosauridi dell Formazione Liaoning. Gli autori hanno perciò preferito classificarlo come un eudromaeosauride generico, che a sua volta comprende i dromaeosaurinae della laurasia e la sottofamiglia dei velociraptorinae. L'incertezza nella classificazione di Zhenyuanlong è il risultato di omoplasia indotta dalla introduzione del nuovo genere. Ciò significa che Zhenyuanlong possiede una "miscuglio" di caratteri comune con un numero di dromaeosauridi diversi tra loro. Ad esempio, Zhenyuanlong condivide la sua breve morfologia delle braccia con Tianyuraptor, ma possiede anche caratteristiche da dromaeosauride, diverse da Tianyuraptor.

## Storia della scoperta
L'unico campione fossile di Zhenyuanlong fu ritrovato da un contadino locale vicino Sihedang, a Jianchang, nella Provincia di Liaoning per poi essere trasferito e studiato al Museo Paleontologico di Jinzhou da Zhenyuan Sun, un rappresentante del museo. Il fossile non fu ulteriormente preparato per gli studi di Zhang Y.-Q. Nel 2015, la specie fu descritta ufficialmente e nominata come Zhenyuanlong suni dai paleontologi Lü Junchang della Accademia Cinese delle Scienze Geologiche di Pechino e Stephen Brusatte dell'Università di Edimburgo nel Regno Unito. Il nome generico combina il nome Zhenyuan, nome del suo primo studioso e la parola cinese Pinyin 龙/lóng ossia drago. Il nome specifico, invece, è un riferimento al cognome di Zhenyuan Sun. Lo Zhenyuanlong è stato uno dei diciotto nuovi generi di dinosauro, descritti nel 2015, la cui descrizione è stata pubblicata in accesso libero su riviste e siti web.
L'olotipo, JPM-0008 , è stato trovato nella località di Sihedang, nella Contea di Jianchang, all'interno della Formazione Yixian, nel nord-est della Cina, formazione geologica risalente all'Aptiano, nel Cretaceo inferiore, circa 125-113 milioni di anni fa. L'esemplare ritrovato è un esemplare sub-adulto, dallo scheletro pressoché completo e articolato, mancante solo della parte finale della coda. Il cranio è ben conservato e comprendente la mascella inferiore, così come le varie piume che adornavano il corpo dell'animale. Il fossile è compresso sulla sua lastra di pietra, tuttavia la controlastra è assente.

## Paleobiologia

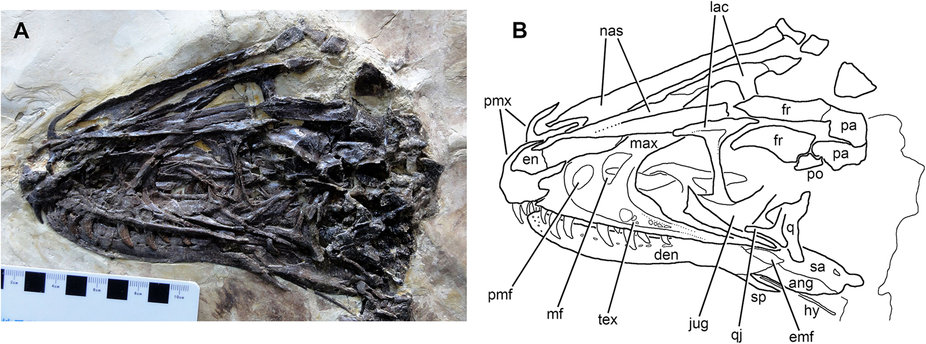
Primo piano e diagramma del cranio di Z. suni

Con la sua copertura di piume che gli facevano raggiungere una lunghezza di 2 metri complessivi, lo Zhenyuanlong in vita sarebbe indistinguibile da un uccello moderno, ed è stato paragonato dagli stessi autori come uno strano miscuglio tra un tacchino e un emù, con le ali di un'aquila o di un avvoltoio. Le sue dimensioni era poco più grandi di quelle di un moderno condor, ma sarebbe stato almeno due volte più pesante, con un peso complessivo di circa 20 chilogrammi (44 libbre). Nonostante le ali avessero un aspetto simile a quelle dei moderni uccelli, si pensa che a causa delle loro ridotte dimensioni e al peso dell'animale, non permettessero a quest'ultimo di "volare o planare o fare qualsiasi cosa in aria".
Lo Zhenyuanlong è considerato dai suoi autori come un "animale raro e aberrante", rispetto agli altri dromaeosauridi di Liaoning, a causa delle eccessive dimensioni del corpo e delle sue braccia relativamente corte. Questo animale è la prima prova fossile di piume in dromaeosaride, ed è attualmente il dinosauro non-aviario più grande conosciuto che presenti ali complesse. Anche se la maggior parte degli autori affermano che l'animale è probabilmente troppo grande per volare, hanno anche sottolineare l'importanza della modellazione biomeccanica delle ali prima di trarre conclusioni specifiche sulla funzione aerodinamica (o mancanza) in Zhenyuanlong.

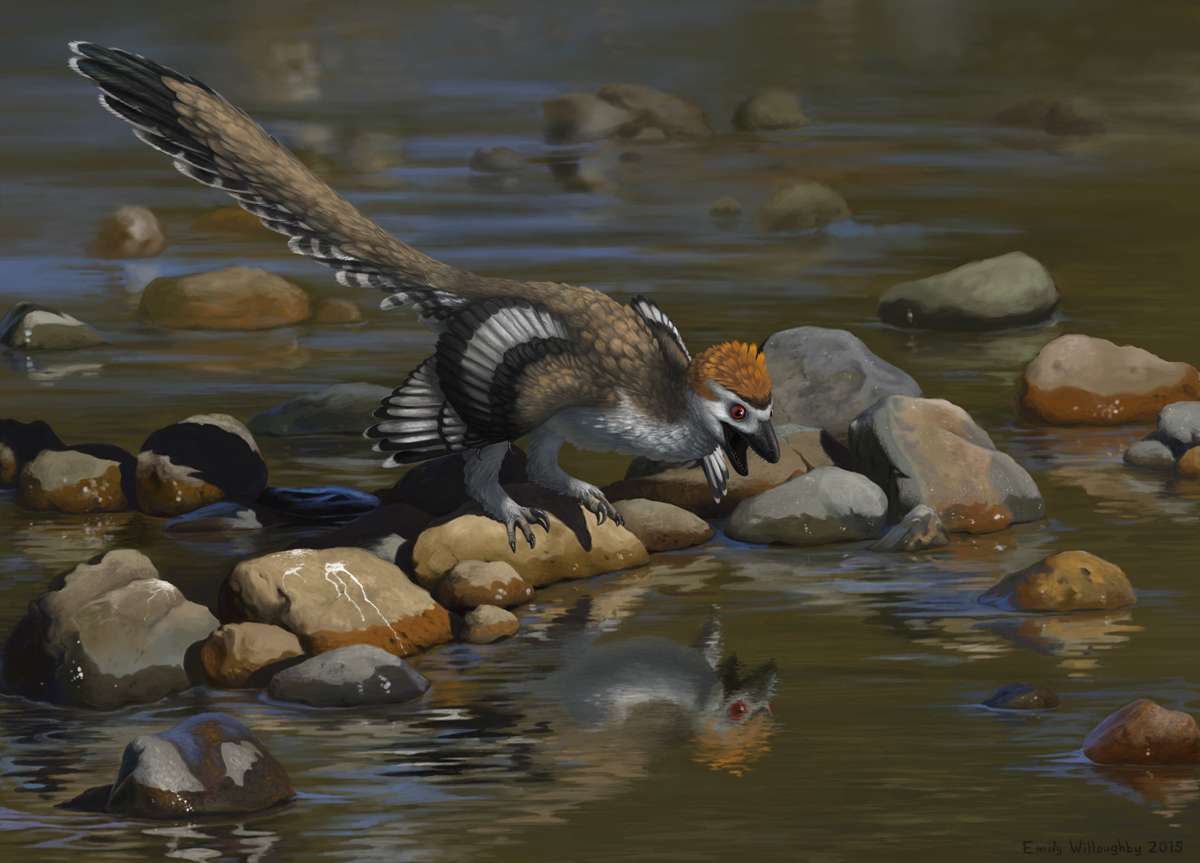
Ricostruzione artistica di Zhenyuanlong, mentre usa le sue piume per apparire più grande e minaccioso, come suggerito dagli autori

Tuttavia, ciò solleva parecchi dubbi su come l'animale utilizzasse le sue grandi ali complesse. Una possibile teoria è che lo Zhenyuanlong, discenda da animali in grado di volare ed abbia ereditato i tratti di un animale volatore pur non praticando il volo vero e proprio per inerzia o per sconosciute ragioni adattative. Tra le altre teorie proposte c'è l'uso di queste complesse ali al solo uso come segni di visualizzazione e intimidazione, per far sembrare l'animale più grande e minaccioso e per attrarre le compagne, per riscaldare le uova durante la cova o anche solo per una lieve e breve planata tra gli alberi. Per alcuni l'animale si sarebbe aiutato a spiccare il volo con rapidi movimenti delle braccia e dandosi la spinta con le zampe posteriori. In accordo con gli autori e altri paleontologi, l'ipotesi più probabile è quella dell'esclusivo uso a fine riproduttivo, con la funzionalità delle penne a segnali di visualizzazione e intimidazione, per far sembrare l'animale più grande e minaccioso e per attrarre le compagne, proprio come fanno oggi i moderni pavoni.
Indipendentemente da quale fosse la reale funzione delle ali dello Zhenyuanlong, la sua scoperta ha fornito un nuovo scorcio della biodiversità della Formazione Liaoning e sull'anatomia dei dromaeosauridi. Tuttavia, alcuni autori sostengono che queste caratteristiche così insolite, possano essere un adattamento ad una specifica nicchia ecologica: infatti, i domaeosauridi di Liaoning, sono distribuite in due formazioni (Yixian e Jiufotang) e, pertanto, non erano tutti coevi. Per questo si pensa che lo Zhenyuanlong, con le sue modeste dimensioni e le braccia corte occupasse una determinata nicchia ecologica in un habitat saturo di dromaeosauridi volanti o planatori e uccelli.